# Schulenburg (Pattensen)
Schulenburg ist der südlichste und nach der Kernstadt zweitgrößte Ortsteil der Stadt Pattensen in Niedersachsen und liegt im Calenberger Land direkt an der Leine.

## Geschichte

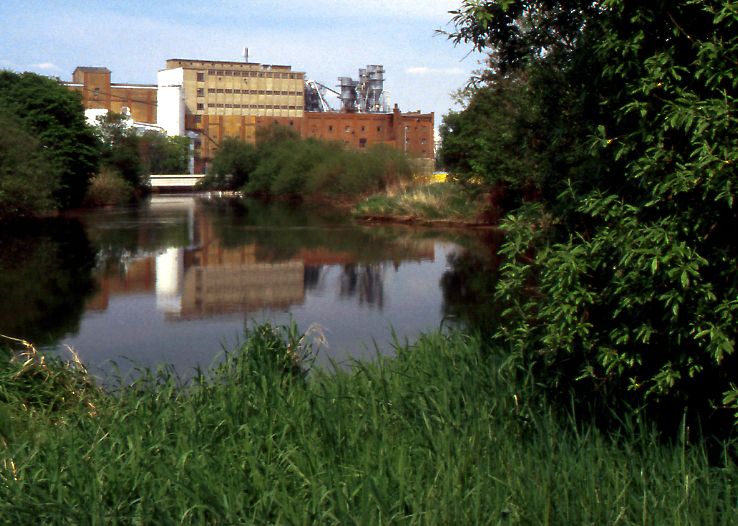
Die Calenberger Mühle

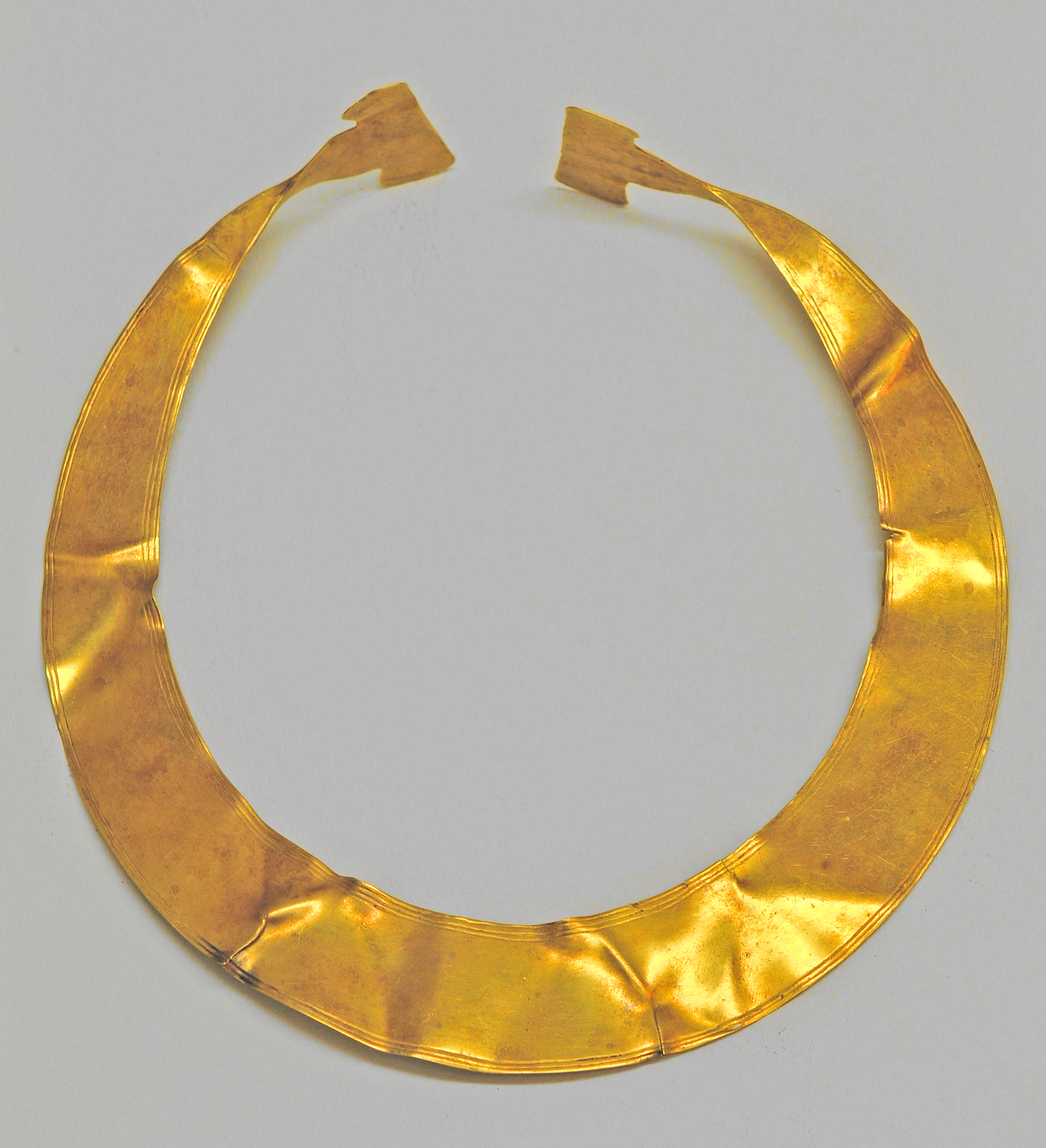
Die Goldlunula von Schulenburg

Verschiedene Funde belegen eine Besiedelung im Gebiet von Schulenburg bereits in der Steinzeit. Ausgrabungen vor der Erschließung eines Neubaugebietes förderten in den Jahren 2020 und 2021 Fundstücke zutage, die auf eine 7000 Jahre alte Siedlung hinweisen. Es handelt sich um die größte bis dato gefundene Siedlung der linienbandkeramischen Kultur im Calenberger Land. Darüber hinaus führten die Grabungen zur Entdeckung einer mittelalterlichen Wüstung. Sie wurde 1317 erstmals als Wertbeke oder Werbeke erwähnt und letztmals 1480 genannt.
Eine erste urkundliche Erwähnung findet 1282 eine Kapelle in Schulenburg. 1298 wird Schulenburg selbst als Ansiedlung urkundlich erwähnt. Der Bau der Sandsteinbrücke über die Leine erfolgte 1751.
Bei Schulenburg befindet sich die Ruine der Feste Calenberg, die auf die frühere Bedeutung Schulenburgs als Residenz der welfischen Herzöge hinweist. Herzog Otto der Strenge errichtete die Burg Ende des 13. Jahrhunderts (Erwähnung 1290 als „castrum calenberg“) gegen die Bischöfe von Hildesheim. Sie wurde im Dreißigjährigen Krieg zerstört. Schulenburg war bis 1867 Sitz des Amtes Calenberg.
Das Schloss Marienburg auf dem Marienberg nahe Schulenburg wurde in den Jahren von 1857 bis 1867 von König Georg V. für seine Frau Marie errichtet.
1911 wurde bei Rodungsarbeiten in einem Waldstück nahe Schulenburg die Goldlunula von Schulenburg gefunden und anschließend an das Provinzialmuseum Hannover verkauft. Das Fundstück ist eine der wenigen Goldlunulae, die in Deutschland und auf dem europäischen Festland ausgegraben wurden. Sie entstand in der frühen Bronzezeit und wurde damals wahrscheinlich aus Irland importiert.
Am 1. März 1974 wurde die Gemeinde Schulenburg (Leine) (offizieller Name) in die Stadt Pattensen eingegliedert.

## Religion

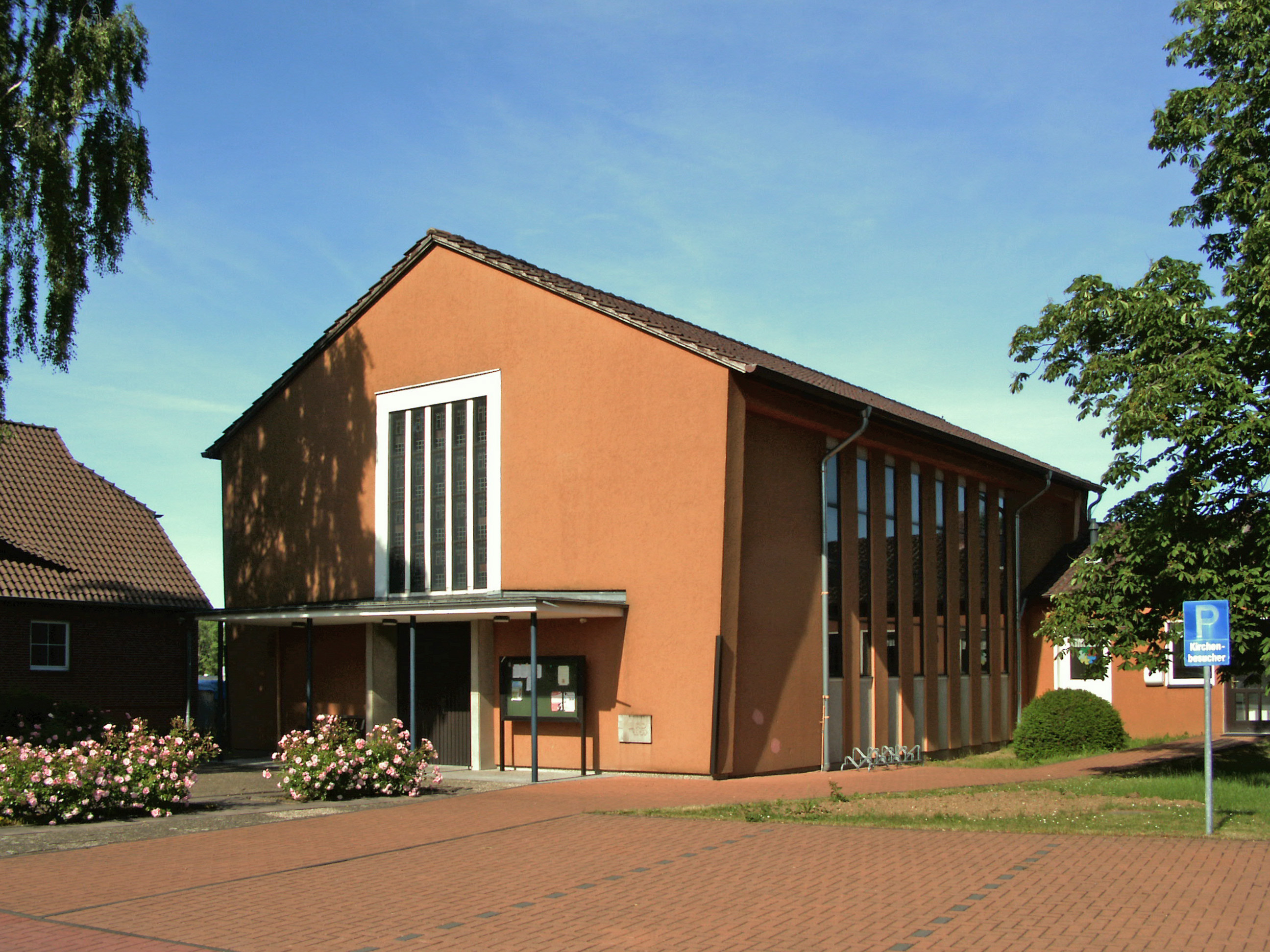
Katholische Heilig-Kreuz-Kirche (2011)

In Schulenburg befindet sich die evangelische Thomas-Kirche, an der Schulstraße gelegen und heute zum Kirchenkreis Laatzen-Springe gehörend.
Die katholische Heilig-Kreuz-Kirche von 1960 wurde 2012 profaniert. Sie gehörte zuletzt zur Pfarrgemeinde Heilig Geist mit Sitz in Sarstedt. Heute befindet sich die nächstgelegene katholische Kirche im sieben Kilometer entfernten Nordstemmen.
1987 wurde an der Hauptstraße eine Neuapostolische Kirche errichtet. 2009 wurde die neuapostolische Kirchengemeinde aufgelöst. Das Kirchengebäude wurde verkauft, es wird heute von einer Firma zur Herstellung von Schiffsbeleuchtungen genutzt.

## Politik
Ortsbürgermeisterin ist Svenja Blume (UWG).

## Kultur und Sehenswürdigkeiten

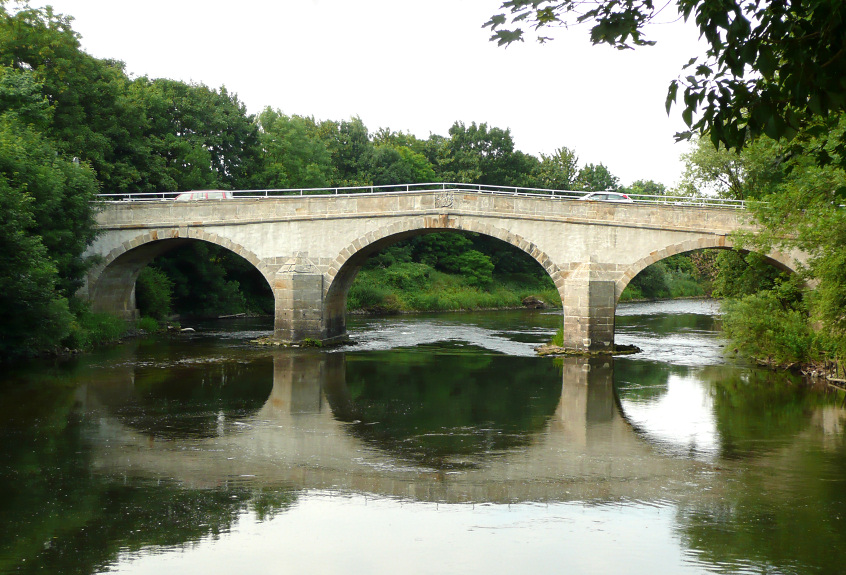
Leinebrücke aus Sandstein

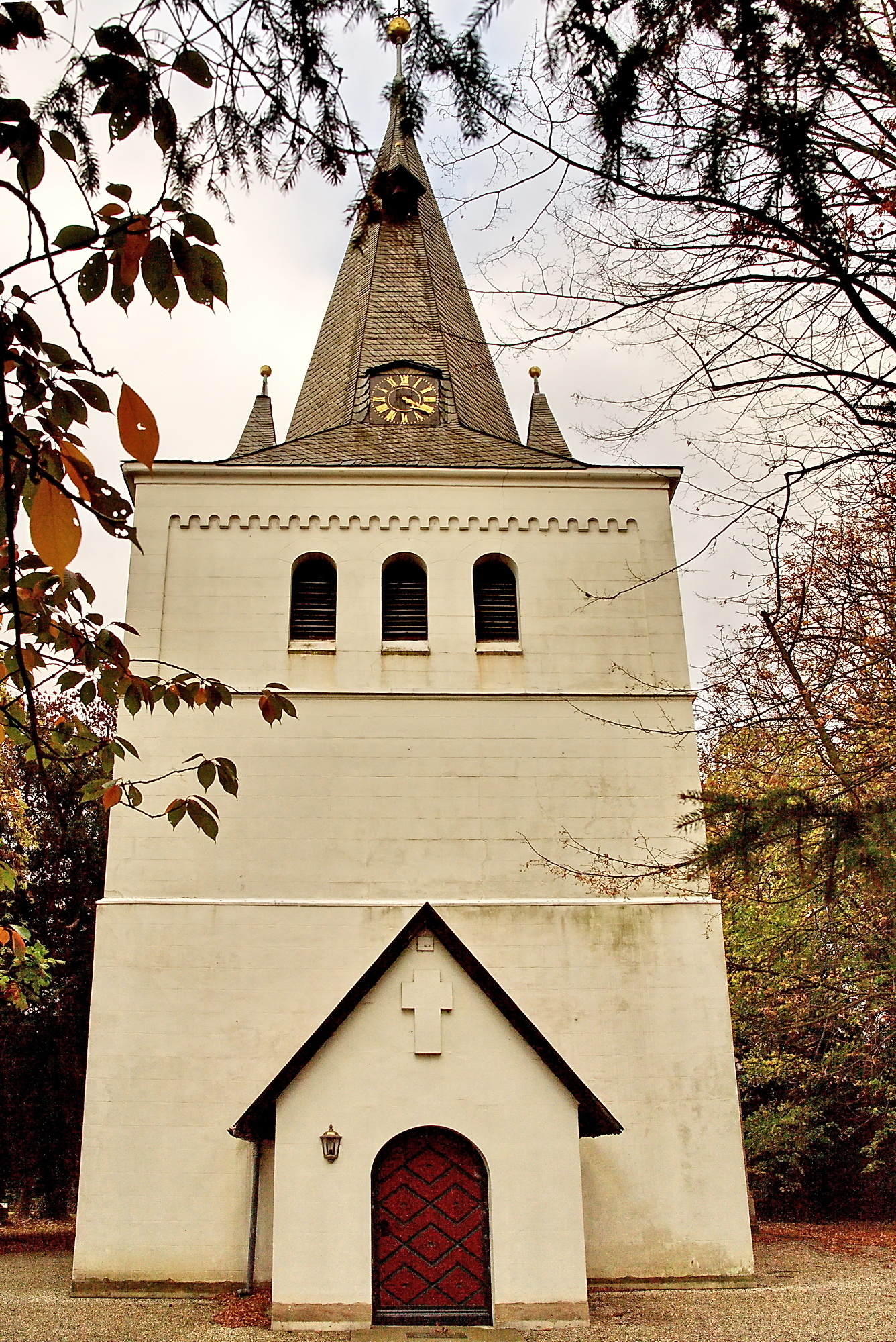
Thomas-Kirche

- Calenberger Brücke über die Leine
- Domäne Calenberg
- Evangelische Thomas-Kirche
- Ruinen der Feste Calenberg
- Schloss Marienburg

## Wirtschaft und Infrastruktur
In Schulenburg besteht ein Windpark, der von EnBW betrieben wird und der bis 2027 um weitere Windkraftanlagen erweitert wird.

## Persönlichkeiten
- Oskar Rassau (1843–1912), Bildhauer
- Christof Babatz (* 1974), ehemaliger Fußballer
- Annalena Baerbock (* 1980), Politikerin von Bündnis 90/Die Grünen, wuchs in Schulenburg auf